# Jardim de Piranhas
Jardim de Piranhas é um município brasileiro, situado no estado do Rio Grande do Norte, localizado na região do Seridó, a aproximadamente 31 km da cidade de Caicó, fazendo divisa com a Paraíba.
Foi instalado em 1948, sendo a sede da prefeitura o Palácio Amaro Cavalcanti, nome dado em homenagem ao jurista homônimo.

## História
Segundo se conta, na cidade no século XIX vaqueiros estavam atravessando o rio Piranhas com seu gado em tempo de cheia, o rio conhecido por conter o peixe piranha, desesperados fizeram uma promessa a Nossa Senhora dos Aflitos,que se conseguissem atravessar o rio com seu gado, construiriam uma capela em homenagem a Nossa Senhora dos Aflitos, e assim os três vaqueiros e seu gado conseguiram atravessar o rio piranhas.
Tempos depois disso uma mulher muito rica da região chamada Margarida Cardoso Cavalcante doou um terreno para a construção da capela de Nossa Senhora dos Aflitos, surgindo assim um povoado que recebeu o nome de Jardim de Piranhas por ter surgido na Fazenda Jardim e estar localizado nas margens do Rio Piranhas.
Com o crescimento gradativo, Jardim de Piranhas passou a ser distrito de Caicó, em 1936. E em 23 de dezembro de 1948, pela Lei número 146, Jardim de Piranhas foi desmembrado de Caicó e elevado à categoria de município do estado do Rio Grande do Norte.

## Geografia
A área do município equivale a 0,6259% do território do Rio Grande do Norte, com 330,53 km², dos quais 3,4832 km² constituem a área urbana. A distância rodoviária até a capital estadual, Natal, é de 304 km.
O relevo do município é constituído pela Depressão Sertaneja, uma série de terrenos mais baixos entre o Planalto da Borborema e a Chapada do Apodi. A geologia está inserida no embasamento cristalino, localmente representado pelas rochas pré-cambrianas do Grupo Caicó, com idade de cerca de 2,5 bilhões de anos.
O solo do município é o bruno não cálcico vértico, chamado de luvissolo no atual Sistema Brasileiro de Classificação de Solos (SBCS). Esse solo é altamente fértil, com textura formada tanto por areia quanto por argila e moderadamente drenado, porém pedregoso, pouco profundo e susceptível à erosão, sendo coberto pela vegetação do bioma Caatinga.
O Rio Piranhas-Açu, que nasce na Paraíba, entra no Rio Grande do Norte pelo município de Jardim de Piranhas. O clima local, por sua vez, é semiárido, com chuvas concentradas no primeiro semestre.
| Dados climatológicos para Jardim de Piranhas (1962-2014) | Dados climatológicos para Jardim de Piranhas (1962-2014) | Dados climatológicos para Jardim de Piranhas (1962-2014) | Dados climatológicos para Jardim de Piranhas (1962-2014) | Dados climatológicos para Jardim de Piranhas (1962-2014) | Dados climatológicos para Jardim de Piranhas (1962-2014) | Dados climatológicos para Jardim de Piranhas (1962-2014) | Dados climatológicos para Jardim de Piranhas (1962-2014) | Dados climatológicos para Jardim de Piranhas (1962-2014) | Dados climatológicos para Jardim de Piranhas (1962-2014) | Dados climatológicos para Jardim de Piranhas (1962-2014) | Dados climatológicos para Jardim de Piranhas (1962-2014) | Dados climatológicos para Jardim de Piranhas (1962-2014) | Dados climatológicos para Jardim de Piranhas (1962-2014) |
| Mês                                                      | Jan                                                      | Fev                                                      | Mar                                                      | Abr                                                      | Mai                                                      | Jun                                                      | Jul                                                      | Ago                                                      | Set                                                      | Out                                                      | Nov                                                      | Dez                                                      | Ano                                                      |
| -------------------------------------------------------- | -------------------------------------------------------- | -------------------------------------------------------- | -------------------------------------------------------- | -------------------------------------------------------- | -------------------------------------------------------- | -------------------------------------------------------- | -------------------------------------------------------- | -------------------------------------------------------- | -------------------------------------------------------- | -------------------------------------------------------- | -------------------------------------------------------- | -------------------------------------------------------- | -------------------------------------------------------- |
| Precipitação (mm)                                        | 85,5                                                     | 116,7                                                    | 198,3                                                    | 178,8                                                    | 84,8                                                     | 31,5                                                     | 15,2                                                     | 6,4                                                      | 1                                                        | 4,1                                                      | 5,5                                                      | 22                                                       | 749,8                                                    |
| Fonte: EMPARN                                            |                                                          |                                                          |                                                          |                                                          |                                                          |                                                          |                                                          |                                                          |                                                          |                                                          |                                                          |                                                          |                                                          |